# Work It (canción de Missy Elliott)
«Work It» —en español: «Trabájalo»—  es una canción hip hop escrita por la rapera estadounidense Missy Elliott y su productor Tim "Timbaland" Mosley para el cuarto álbum de estudio de Elliott Under Construction (2002). El estilo musical de la canción, y la producción de Timbaland, fueron fuertemente inspirados en el hip hop de la vieja escuela de la década de 1980. Lanzado como el primer sencillo del álbum en septiembre de 2002, la pista alcanzó la posición número dos en el Billboard Hot 100, convirtiéndose sencillo más exitoso de Missy Elliott hasta la fecha. Es el tercer mayor hit rap femenino por una rapera según Billboard ha vendido más de 10 millones de copias, siendo la canción rap femenino más vendida de la década del 2000s y la primera canción en superar dicha cifra. 
La  canción tiene un remix con 50 Cent. El fin de las muestras de canción "Take me to the Mardi Gras" por Bob James, y el synth patrón en las muestras de pista del ritmo el intro de "Heart of Glass" por Blondie.

## Vídeo musical
El vídeo de "Work It" estuvo dirigido por Dave Meyers. Timbaland y Eve, así como una breve aparición de la bailarina y actriz Alyson Stoner. Aaliyah (1979-2001) y Lisa Lopes (1971-2002). En el video ambas son conmemoradas. Lo Tamaparecesel  por bailarín y grafiti escritor Señor Wiggles de Sacudir Tripulación Firme. Hay otro vídeo de música que características 50 Cent rapping el primer verso en el remix.
En disparar el vídeo, director Myers disparó la escena de apertura con abejas de miel viva; sólo un miembro de tripulación era stung. Además,  olvide para reemplazar un vaso de vino con un vaso de abrevar cuándo filmando la escena de restaurante, así que Elliott era fuertemente bebido después de que producción.
El vídeo ganó el premio para Vídeo del Año en el 2003 MTV Premios de Música del Vídeo. En una 2010 entrevista con "Espíritu de Baile" Alyson Stoner reveló que casi no vaya a la audición para "Trabajarlo" y su danza está presentada en una parte limpia del vídeo.

## Letra
Una porción de las letras de la canción ayudaron popularizar el plazo de argot "badonkadonk" con mainstream audiencias ("Amor la manera mi culata va bum-golpe-bum-golpe-chocar/Mantener vuestros ojos en mi bum-golpe-bum-golpe-golpe/Y pensarte puede manejar este badonk-un-donk-donk").
Durante el coro, la lírica " puse mi cosa abajo, dedo él, y revés es sencillamente jugado atrás, una parte muchos mistakenly supuso para ser gibberish. En medio de la canción, después de la lírica "Escucha arriba de cercano mientras te tomas atrás", el Reloj "lírico la manera Missy gusta tomarlo atrás" es también jugado en inverso. Esto vocal invirtiendo la tendencia lo hizo a muchos de sus producciones durante los años siguientes.
En el coro de la canción, un elefante trumpeting está oído para esconder una referencia sexual ("Si conseguías un grande [trompeta de elefante], dejado me búsqueda él"). no hay ninguna versión de la canción que reemplaza el sonido de elefante con una palabra está significado para esconder;  hay ninguna palabra para esconder, cuando está significado para quedar a la imaginación del oyente. En ambos el explícito y editó versiones, la onomatopeya de usos de la canción como "ra-ta-ta-ta" y "buboomp buboomp boomp" para referir a sexual bodily movimientos.

## Recepción crítica
John Arbusto de allmusic describió la canción cuando "vuelta[ing] las mesas en machos rappers, tomando cargo del juego de sexo, emparejando sus rimas más lascivas, más groseras, y también presentando el más notorios backmasked vocales del año." Bush citó la canción como un ejemplo de la progresión artística de "Elliott, intentando empujar hip-hop delantero...Pulcramente enfatizando sus diferencias de otro rappers por escribir pistas para casi cada faceta del lado hembra de relaciones."
Rodando Stone ranked "Lo Trabaja" 25.º en su lista 100 Canciones Mejores del @2000s. En 2003, La Voz de Pueblo nombró "Trabajarlo" el mejor solo de 2002 en su año anual-críticos de fin' encuesta Pazz & Jop; "Consigue Ur Freak Encima", un Elliott anterior solo, coronó la misma encuesta un año más temprano.

## Puestos en listas de éxitos musicales
"Work It" fue éxito a nivel mundial obtuvo 31 entradas al top 10 en charts oficiales, debutó en la Cartelera de EE. UU. Caliente 100 en la lista publicada el 14 de septiembre de 2002, en el puesto 75. En su segundo y tercera semana,  subió hasta número 42 y número 24, respectivamente, tomando el título de Airplay Gainer en ambas semanas. Después de cinco semanas,  logró ingresa al top diez, en el número 8, y gradualmente aumentó de allí. En la lista publicada el 16 de noviembre de 2002, la canción logró alcanzar el número 2, pero debido al éxito masivo de "Lose Yourself" por Eminem, nunca consiguió alcanzar el número uno. En cambio, la canción permaneció en el número dos por diez semanas, un récord que comparte con "Waiting for a Girl Like You" por Foreigner de 1981. A pesar de que la canción nunca lideró el Caliente 100 gráfico, la canción sí lideró la Cartelera Caliente R&B/Cadera-Hop gráfico de Canciones por diez semanas.
En la lista publicada el 21 de febrero de 2015, "Work It" re-ingresó en el número #35, más de una década después de su posicionamiento original en la lista. Este re-ingreso ocurrió como resultado de la performance de Elliott en el Super Bol XLIX espectáculo de entretiempo más temprano en ese mes; Otro sencillo de Elliott, "Get Ur Freak On" también re-ingresó en el Billboard Hot 100 la misma semana.